# Château Rouge (Weimar)
Pour les articles homonymes, voir Château Rouge.
Le château Rouge est un bâtiment historique de Weimar, en Thuringe.

## Histoire
Le château Rouge (en allemand Rotes Schloss) a été construit de 1574 à 1576 comme douaire de la duchesse Dorothée-Suzanne de Simmern, fille de l'électeur palatin. Son portail est orné des armoiries du Palatinat du Rhin et de celles de feu son époux, le duc Jean-Guillaume de Saxe-Weimar.
Les membres de la cour de Weimar ont plus tard vécu au château. Jean-Sébastien Bach y a séjourné en 1702-1703. Il a ensuite abrité diverses administrations publiques. Dans l'aile Ouest se trouvait le conseil privé, dont faisait partie Goethe. On y trouvait aussi la maréchaussée de la Cour, l'administration de la justice et la direction de l'État. L'aile Est a abrité l'École princière de dessin de Weimar de 1781 à 1807.
En 1808, la refonte de la Fürstenplatz (aujourd'hui Platz der Demokratie) a entraîné la démolition de l'aile Est. La place n'a été fermée qu'en 1820, par les arcades classiques de Clemens Wenzeslaus Coudray (de). Elles forment un ensemble avec la Résidence, la Maison princière (de)  (siège actuel de l'École de musique Franz Liszt) et la Bibliothèque duchesse Anne-Amélie (de).
Le château Rouge abrite aujourd'hui la bibliothèque de recherche et la section des études modernes de la Bibliothèque duchesse Anne-Amélie.